# Kessel-Eik
Kessel-Eik is een kerkdorp in het middelste gedeelte van de Nederlandse provincie Limburg en behoort tot de gemeente Peel en Maas.

## Geschiedenis
Kessel-Eik ontstond vermoedelijk in de 17e eeuw. In 1657 werd de zogeheten Gekke Graaf gegraven. Dit was een droge gracht die de grens markeerde tussen Spaans Opper-Gelre en het Prinsbisdom Luik. Midden 19e eeuw werd dit omgevormd tot het Afwateringskanaal Meijel-Neer aan de Maas.
Eik was een gehucht onder Kessel totdat het in 1950 een zelfstandige parochie werd.

## Bezienswaardigheden
- De Onze-Lieve-Vrouw-Onbevlekt-Ontvangenkerk is een uit baksteen opgetrokken kruiskerk zonder kerktoren.
- Ruïne van de Onze-Lieve-Vrouwekapel, aan Maasstraat 60, uit de 17e eeuw.
- Nieuwe Onze-Lieve-Vrouwekapel, aan Maasstraat 28, uit 1892 en gerestaureerd in 1977, bevat een kopie van het 16e-eeuws Mariabeeld uit de oude kapel.
- Straterhof, aan Karreweg 40, is een pand dat in 1660 zou zijn gebouwd.
- De boerenschans ten noorden van het dorp.

## Natuur en landschap
Kessel-Eik ligt aan de Maas, op een hoogte van ongeveer 25 meter. Kessel-Eik ligt iets benoorden de grens van wat wordt gezien als Midden- en Noord-Limburg, die deels samenvalt met het reeds genoemde Afwateringskanaal.
Bij Kessel-Eik liggen de natuurgebieden: Eijkenpeel, Kesseleikerbroek, Musschenberg en Weerdbeemden.

## Nabijgelegen kernen
Neer, Kessel, Reuver (veerpont), Beesel (veerpont)
Dorpen: Baarlo · Beringe · Egchel · Grashoek · Helden · Kessel · Kessel-Eik · Koningslust · Maasbree · Meijel · Panningen

Buurtschappen: Belgenhoek · Berg · Bong · Broek · Dekeshorst · Dijk · Donk (Kessel) · Donk (Meijel) · Driessen · Dubbroek · Egchelheide · Everlo · Groeze · 't Heeske · Hei (Baarlo) · Hei (Kessel) · Heldensedijk · Hof · In de Hoeven · Hert · Hout · Houthei · Houwenberg · Hub · Katsberg · Kaumeshoek · De Kievit · Korte Heide · Keup · Laagheide · Laar · Lange Heide · Lang Hout · Langstraat · Leeuwerik · Loo · Maris · Molenbaan · Molenhuizen · Nederweerterdijk · Onder en Eindt · Oyen · Platveld · Rinkesfort · Roggelsedijk · 't Rooth · Schafelt · Siberië · Soeterbeek · Spiesberg · Spurkt · Steenoven · Tongerlo · Vergelt · Vieruitersten · Vliegert · Vosberg · Vliegert · Witdonk · Zandberg (Helden) · Zandberg (Maasbree) · Zelen

Limburg: Steden en dorpen      Nederland: Provincies · Gemeenten